# 게잡이쥐족
게잡이쥐족(Ichthyomyini)은 비단털쥐과 목화쥐아과에 속하는 설치류 족의 하나이다. 육식성 준수생 설치류의 특징을 공유하고 있다. 먹이는 수생 곤충과 갑각류이고, 좀더 큰 물고기를 먹기도 한다.

## 하위 속
- 에콰도르고기잡이쥐속 (Anotomys)
- 치브카물쥐속 (Chibchanomys)
- 게잡이쥐속 (Ichthyomys)
- 고기잡이쥐속 (Neusticomys)
- 중앙아메리카물쥐속 (Rheomys)